# Mykines (Faeröer)
Mykines (spreek uit: Mitsjines) is het meest westelijke van de 18 eilanden van de Faeröer. Het maakt deel uit van de regio Sýsla Vágar en de gemeente Sørvágs kommuna. Er zijn twee bergen op het eiland: de Knúkur (560 meter) en de Árnafjall (350 meter). De naam van het eiland zou van het Keltische muc-innis afgeleid zijn, wat "varkenseiland" betekent. Dit verwijst mogelijk naar walvissen, want muc-mhara betekent "zee-zeugen" in het Gaelic.
Mykines is een gezochte bestemming voor vogelliefhebbers. Er broeden grote aantallen papegaaiduikers en jan-van-genten. Die laatste komen vooral op Mykineshólmur voor, een eilandje voor de westkust van Mykines, dat met een smalle voetgangersbrug verbonden is met het hoofdeiland. Beide eilanden worden gescheiden door de 35 meter diepe kloof Hólmgjógv.

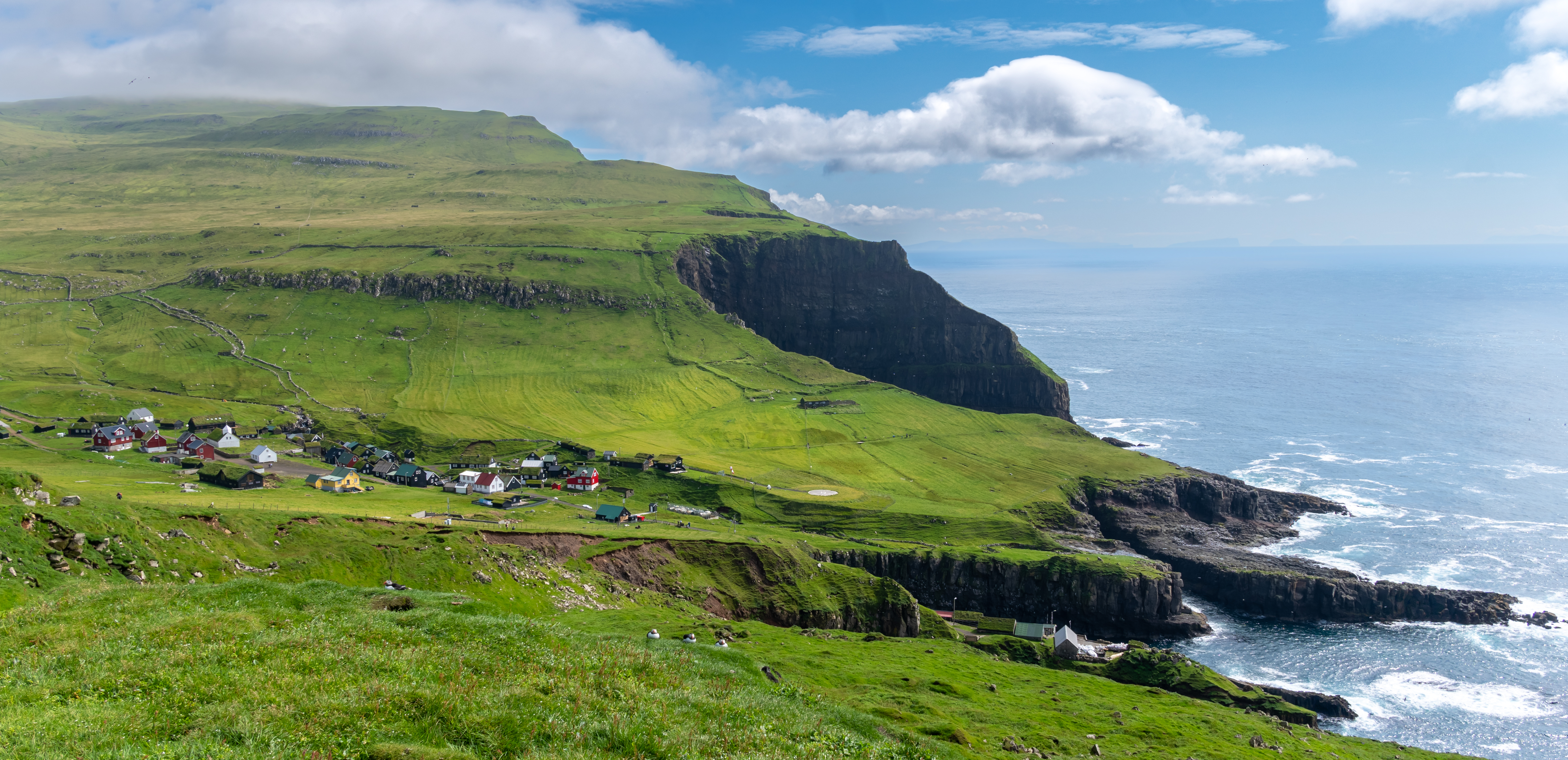
Zicht op Mykines, het enige dorp op Mykines

Het enige dorp op het eiland heeft ook de naam Mykines en ligt aan de noordwestkust. Het heeft 20 inwoners (januari 2006).
In de zomer ligt het inwonertal beduidend hoger, wanneer families die oorspronkelijk van het eiland afkomstig zijn, hier hun vakantie doorbrengen. Het dorpje is pittoresk door de veelal zwart geteerde houten huizen met daken van turf. Er is een kerkje, een school en een postkantoor, maar alle voorraden moeten van de andere eilanden worden aangevoerd.
Veel toeristen bezoeken Mykines en komen dan vooral op de vuurtoren van Mykineshólmur af. Er is één pension, Krístianshús, waarbij ook een primitief kampeerterrein hoort. Daarnaast worden leegstaande huizen aan toeristen verhuurd.
De veerdienst van Sørvágur op Vágar naar Mykines vaart van mei tot en met oktober, als de weersomstandigheden het toelaten. Het kan voorkomen dat het eiland dagenlang onbereikbaar is. In de winter vaart de boot niet of onregelmatig.
Sinds enige jaren verzorgt de Faeröerse luchtvaartmaatschappij Atlantic Airways een helikopterdienst vanaf het vliegveld op Vágar. Ook deze helikopterdienst is afhankelijk van de weersomstandigheiden en er dient voor te worden gereserveerd.
Op 26 september 1970 stortte een Fokker F27 neer op het eiland. In dichte mist vloog het toestel te pletter tegen de flanken van de Knúkur, terwijl de piloot dacht aan te vliegen op Vágar. Acht inzittenden kwamen om het leven, 26 werden in een moeizame reddingsoperatie in veiligheid gebracht. Het wrak werd later door de eilanders aan de voet van de berg begraven.
Op Mykines staat een "versteend bos". Dit "bos" bestaat uit 55 meter hoge basaltzuilen. De legende wil dat er in een grijs verleden een bos op Mykines stond. De koning van Noorwegen wilde belasting heffen bij de eilanders omdat ze over een bos beschikten. De eilanders logen en zeiden dat er op hun eiland helemaal geen bos stond. Voor straf veranderde het bos in steen.